# Lynn G. Clark
Lynn G. Clark est une spécialiste américaine des bambous ligneux tropicaux et professeur de botanique à l'université d'État de l'Iowa.
Alors qu'elle étudiait au lycée, Lynn G. Clark a travaillé plusieurs étés avec Thomas Soderstrom, expert des graminées au Musée national d'histoire naturelle des États-Unis.
Elle a obtenu son Ph.D. en botanique en travaillant avec Richard Pohl à l'Iowa State.

## Quelques publications
- 1992. Chusquea sect. Swallenochloa (Poaceae: Bambusoideae) and allies in Brazil. Brittonia 44 (4) :387-422
- ----------, W. Zhang, J..F. Wendel. 1995. A phylogeny of the grass family (Poaceae) based on ndhF sequence data. Systematic Botany 20:436-460
- 1996. Six new species of Neurolepis (Poaceae: Bambusoideae) from Ecuador and Peru. Novon 6:335-350
- 1997. Diversity, biogeography and evolution of Chusquea (Poaceae: Bambusoideae). p. 33–44 in The Bamboos, G.P. Chapman ed. Academic Press
- Kelchner, S.A., L.G. Clark. 1997. Molecular evolution and phylogenetic utility of the chloroplast rpl16 intron in Chusquea and the Bambusoideae (Poaceae). Molecular Phylogenetics and Evolution 8:385-397
- Londono, X., L.G. Clark. 1998. Eight new taxa of bamboo (Poaceae: Bambusoideae) from Colombia. Novon 8:408-428
- Judziewicz, E.G., L.G. Clark, X. Londoño, M.J. Stern. 1999. American Bamboos. Smithsonian Institution Press
- ----------, M. Kobayashi, S. Mathews, R. Spangler, E.A. Kellogg. 2000. The Puelioideae, a new subfamily of Poaceae. Systematic Botany 25:181-187

### Livres
- 1986. Systematics of Chusquea section Chusquea, section Swallenochloa, section Verticillatae, and section Serpentes (Poaceae: Bambusoideae). Ed. Iowa State University. 752 pp.
- 1989. Systematics of Chusquea section Swallenochloa, section Verticillatae, section Serpentes, and section Longifoliae (Poaceae-Bambusoideae). Ed. American Society of Plant Taxonomists. 127 pp.  (ISBN 0912861274)
- ----------, Richard Walter Pohl, Agnes Chase. 1996. Agnes Chase's first book of grasses: the structure of grasses explained for beginners. Ed. Smithsonian Institution Press. 127 pp.  (ISBN 1560986565)